# Exponentialavbildning
I Riemanngeometri är en exponentialavbildning en avbildning från en delmängd av ett tangentrum TpM till en Riemannmångfald M till M själv. För varje v ∈ TpM finns en unik geodet γv sådan att tangentvektorn γ′v(0) = v. Den motsvarande exponentiella avbildningen kan då definieras som expp(v) = γv(1). Denna avbildning avbildar en begränsad omgivning av 0 ∈ TpM på en omgivning i mångfalden av punkten p. Eftersom avbildningen definieras genom en ordinär differentialekvation (ODE) så baseras existensen av exponentialavbildningen på satser som rör lösningar av ODE:er, vilka enbart garanterar lokalt defierade lösningar i de flesta fall.